# Religión en Nicaragua
La religión en Nicaragua ocupa un lugar significativo. Actualmente, bajo el gobierno de Daniel Ortega, existe libertad de culto y no hay una religión declarada como oficial actualmente. La Iglesia católica fue la primera religión incorporada desde el exterior de Nicaragua de la mano de la colonización española y, durante mucho tiempo, fue la única religión permitida en el país. Más adelante llegaron grupos protestantes  que comenzaron a construir iglesias en algunas zonas del país. En su mayoría se situaban en el norte del país, mientras que en la capital, Managua, siguió predominando el catolicismo.
Los evangélicos tuvieron mayor expansión después del terremoto de 1972.  Durante la segunda mitad del siglo XX se hace presente el movimiento de secularización.
En la actualidad, el catolicismo presenta un claro descenso en Nicaragua, mientras que el protestantismo y los "sin religión" están creciendo en adeptos. A partir de la década de 1990 han crecido otras denominaciones cristianas y grupos religiosos no cristianos, en su mayoría religiones provenientes de Asia Oriental y el Medio Oriente. En 2017 el 80 por ciento de los nicaragüenses eran católicos, el 12 por ciento evangélicos o protestantes, el 25 por ciento ateos u agnósticos y el 3 por ciento adeptos de otras religiones.

## Cifras religiosas
Más del 80% de la población pertenece a grupos cristianos. La mayor es la religión católica. Conforme al censo de 2005 realizado por el Instituto Nacional de Estadísticas y Censos del Gobierno de Nicaragua, el 58,5% de la población era católica y el 21,6%, protestante evangélica. En el censo del 2010 la cifra de católicos cayó al 47,5% y la de evangélicos se elevó al 34,6%. Los grupos religiosos más pequeños comprenden la Iglesia de Jesucristo de los Santos de los Últimos Días (mormones), la Iglesia Morava, la Convención Bautista, la Iglesia de Dios, la Iglesia del Nazareno, los Adventistas del Séptimo Día, los Testigos de Jehová, la fe Bahaí, la Iglesia de Cienciología y los budistas. Según datos recientes del 2018, los grupos católicos se encuentran ahora en el 45% y los protestantes o evangélicos en una cifra cercana.  
| Religión en Nicaragua por censo | Religión en Nicaragua por censo | Religión en Nicaragua por censo | Religión en Nicaragua por censo | Religión en Nicaragua por censo | Religión en Nicaragua por censo | Religión en Nicaragua por censo |
| Religión                        | 1995                            | 2000                            | 2005                            | 2010                            | 2015                            | 2017                            |
| ------------------------------- | ------------------------------- | ------------------------------- | ------------------------------- | ------------------------------- | ------------------------------- | ------------------------------- |
| Catolicismo                     | 75%                             | 68%                             | 58%                             | 50%                             | 48%                             | 40%                             |
| Protestantismo                  | 14%                             | 18%                             | 21%                             | 34%                             | 38%                             | 32%                             |
| Sin religión                    | 8%                              | 11%                             | 15%                             | 13%                             | 12%                             | 25%                             |
| Otros                           | 3%                              | 3%                              | 6%                              | 3%                              | 2%                              | 3%                              |